# Mário de Carvalho (cyclisme)
Pour les articles homonymes, voir Mário de Carvalho (homonymie) et Carvalho.
Mário Bruno Lemos de Carvalho, né le 22 janvier 1995 à Sambizanga, est un coureur cycliste angolais. 

## Biographie
Mário de Carvalho est né dans une famille modeste de Sambizanga. Il commence à se consacrer au cyclisme à l'âge de dix-sept ans, au sein du club Benfica de Luanda.
En 2017, il remporte une étape du Tour de Madagascar et termine neuvième du Tour de Côte d'Ivoire. L'année suivante, il se classe deuxième du championnat d'Angola du contre-la-montre chez les élites.

## Palmarès et résultats

### Palmarès par année
- 2012
  -  Champion d'Angola sur route juniors
  - Troféu Parabens Zé Du
- 2014
  - Grande Prémio Cidade de Luanda
  - 3e du championnat d'Angola du contre-la-montre
- 2015
  - Champion de la province de Luanda du contre-la-montre
  - 2e étape du Grande Prémio 4 de Fevereiro
- 2016
  -  Champion d'Angola sur route espoirs
  - 7e étape de la Volta às Terras do Café
  - 2e du championnat d'Angola du contre-la-montre
  - 2e du championnat d'Angola sur route
- 2017
  -  Champion d'Angola du contre-la-montre par équipes
  - 3e étape du Tour de Madagascar
  - 2e du championnat d'Angola du contre-la-montre espoirs
  - 3e du championnat d'Angola sur route espoirs
- 2018
  - 2e du championnat d'Angola du contre-la-montre
- 2019
  - 1re étape du Grande Prémio Marsad
  - 1re étape du Grande Prémio Digitos e Numeros
  - 2e du championnat d'Angola sur route
- 2020
  - Grande Prémio ACT :
    - Classement général
    - 1re étape
- 2021
  - 3e du championnat d'Angola du contre-la-montre
- 2023
  - 3e étape du Tour d'Angola
  - 2e du Tour d'Angola
- 2024
  - 1re étape du Grande Prémio Vila do N'Zeto
  - 2e du Grande Prémio Vila do N'Zeto

### Classements mondiaux
| Année           | 2017 |
| --------------- | ---- |
| UCI Africa Tour | 234e |